# Labud (schip, 1918)
De Labud was een Joegoslavisch stoomvrachtschip van 5.334 ton. Ze werd in juli 1918 afgewerkt op de scheepswerf van William Hamilton & Co Ltd, Port Glasgow, Schotland. De eigenaar was Jugoslavenska Plovidba DD, Susak, Kroatië, met Susak als haar thuishaven. Ze had een lading van maïs bij en een bemanning van 34 Joegoslaven. Haar reisroute was vanuit de Tafelbaai naar Liverpool.

## Geschiedenis
In juli 1918 werd ze afgewerkt als de Britse Ardgowan voor Ard Steamers Ltd. (Lang & Fulton), Greenock. In 1923 werd ze genoemd als Silverash voor St. Helen´s Shipping Co (S. & J. Thompson), Londen. In 1925 weer anders genoemd als Apsleyhall voor West Hartlepool Steam Navigation Co Ltd, West Hartlepool. In 1932 nog eens anders genoemd als Ezra voor Continentale Indies Shipping Co. Ltd. (W.A. Shaw), Halifax. In 1934 verkocht aan Joegoslavië en werd uiteindelijk Labud genoemd.
Haar  verlies gebeurde omstreeks 18.47 uur op 19 juni 1940, toen de ongeëscorteerde Labud werd tegengehouden door de U-32 met haar kanonvuur, ten zuidwesten van Fastnet, Ierland, en werd daarna getorpedeerd om 19.16 uur, nadat de bemanning gedwongen werd door de Duitsers om het vrachtschip te verlaten. Het schip bleef op zee nog ronddrijven nadat ze een torpedotreffer had gekregen en werd dan pas tot zinken geschoten door het geschutsvuur van de onderzeeër in positie 51°06’ N. en 08°38’ W. Van de 34 manschappen vielen er onder hen geen slachtoffers.